# Pescăriță mare

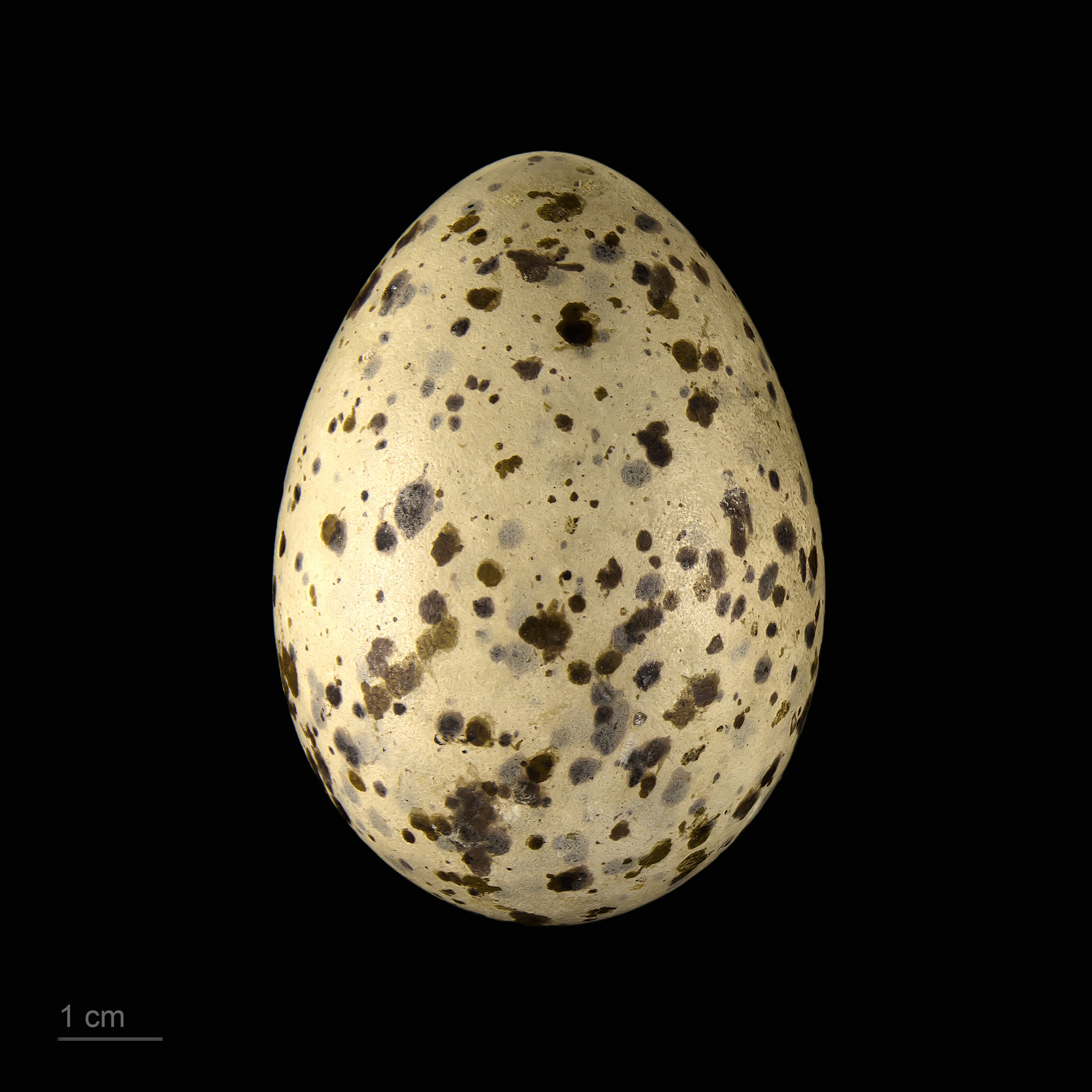
Hydroprogne caspia - MHNT

Pescărița mare (Hydroprogne caspia), numită și pescar mare răpitor, pescăruș mare răpitor, rândunea de mare răpitoare, chirighiță, chira, pescar, pescăruș, martin cerchez (după Dombrowski), este o pasăre acvatică migratoare din familia laridelor (Laridae), subfamilia sterninelor (Sterninae), care cuibărește în zona lacurilor întinse și pe coastele oceanice în America de Nord (inclusiv în zona Marilor Lacuri) și local în Europa (în jurul Mării Baltice și al Mării Negre), în Asia centrală și de sud, Africa, Australia și Noua Zeelandă. Populațiile din Europa și Asia petrec iarna în zonele tropicale din Africa și Asia. În trecut, cuibărea și în România în zona complexului lagunar Razim-Sinoe, însă în prezent se observă doar în timpul pasajelor în Lunca Dunării și în partea de jos a râului Prut, dar și în Delta Dunării și lacurile din Câmpia de Vest, când efectivele ajung la 500 și 5.000 de exemplare. În Republica Moldova apare foarte rar în timpul pasajelor și a fost observtă în trecut pe râul Cogâlnic lângă Cimișlia, pe Nistru lângă Goian, pe lacul Cuciurgan, pe plaurul de la Cahul lângă satul Manta, iar pe 6 aprilie 2019 pe lacul Taraclia de lângă Svetlîi.
Este foarte mare, cam cât un pescăruș argintiu, are o lungime de 48–56  cm și o greutate de 574–782 g, anvergura aripilor 127–140 cm. Atinge în libertate longevitatea maximă de 30 ani.
Sexele nu se pot diferenția după penaj. Are ciocul roșu și puternic. Coada evident bifurcată. Picioarele negre. În penaj de vară, creștetul până sub ochi și ceafa sub formă de unghi sunt negre. Spatele și aripile pe deasupra sunt cenușiu-albăstrui, restul corpului alb. În penaj de iarnă, are creștetul pestriț cu dungi albe. Juvenilul are partea inferioară albă, spatele pe vârful penelor are pete neregulate brune și albe, coada cenușie pe margine cu brun și alb. Strigătul e un "kau-kah", "kuk-kuk-kuk" gros și răgușit, asemenea celui de stârc; gălăgia din colonii poate fi asurzitoare.
În perioada de cuibărire preferă litorale nisipoase sau pietroase, dunele de nisip, suprafețele netede pe stânci și insulele cu vegetație rară. Clocește în aprilie și iunie în colonii mari sau chiar izolat. Cuibul și-l instalează pe nisipuri cu scoici sau pe sol lipsit de vegetație. Uneori, folosește pentru depunerea ouălor crăpăturile din sol pe care le căptușește cu câteva resturi vegetale. Cuibul este o raclă superficială, de obicei necăptușit, ocazional înconjurat de materiale vegetale. Are o singură pontă pe an, formată din 1-3 ouă. Clocitul durează 20-22 de zile și este asigurat de ambii parteneri. La 3 zile după eclozare puii părăsesc cuibul ascunzându-se între plantele din împrejurimi unde sunt hrăniți de părinți timp de 35-45 de zile până când devin zburători, însă rămân dependenți de părinți o lungă perioadă (câteva luni), care uneori chiar și în prima lor iarnă.
Hrana este formată numai din diferite specii de viețuitoare acvatice - pești, a căror dimensiune variază de la 5 la 25 cm, ouă și pui ai altor specii de păsări, hoituri, nevertebrate acvatice, insecte zburătoare și râme. Se hrănește pe lacuri de pe insule sau în interiorul continentului, parcurgând zilnic distanțe de zeci de kilometri între locurile de hrănire și coloniile de reproducere. După ce a localizat pradă, plonjează rapid în apă, uneori intrând complet în imersie și apărând apoi la suprafață cu prada în cioc.